# Дубинин, Николай Геннадьевич
Никола́й Генна́дьевич Дуби́нин (род. 27 мая 1973, Новошахтинск, Ростовская область) — российский католический прелат и францисканец. Титулярный епископ Аквы Бизаценской и вспомогательный епископ архиепархии Матери Божией с 30 июля 2020.

## Ранние годы и образование
Николай Геннадьевич Дубинин родился 27 мая 1973 года, в Новошахтинске, Ростовская область, РСФСР, в семье представителей интеллигенции (младший из двух детей). По материнской линии его предки были католиками, по отцовской — православными. По собственному признанию, «рос в атмосфере взаимоуважения к обеим традициям и в то же время с весьма ограниченными возможностями религиозной практики».
В 1990 году окончил с серебряной медалью среднюю школу и поступил на филологический факультет Ростовского государственного университета (ныне — Южный федеральный университет).

## Францисканец и дальнейшее образование
По собственному признанию, «воцерковился в Католической церкви, как только появилась такая возможность, в 1991 году, в возрасте 18 лет». Вступил в Орден францисканцев - Братьев Меньших Конвентуальных (OFMConv.) и 8 сентября 1995 года принёс первые монашеские обеты, в монастыре в деревне Смардзевице (Польша). 3 октября 1998 года он дал вечные обеты в Москве.
В 2000 году успешно окончил Высшую духовную семинарию францисканцев в г. Лодзь и защитил в Люблинском Католическом университете работу на тему «Богословие братства с природой в Истоках Францисканства» с присвоением степень магистра богословия.
24 июня 2000 года  в московском кафедральном соборе Непорочного Зачатия Пресвятой Девы Марии архиепископом Тадеушем Кондрусевичем был рукоположён в сан священника. 
После рукоположения был назначен гвардианом (настоятелем) монастыря Святого Антония Чудотворца и ректором францисканских семинаристов в Санкт-Петербурге. 
В 2001 году на I капитуле Российской кустодии св. Франциска Ассизского в России был избран её викарием (в связи с чем в ноябре 2001 года переведён в Москву). 
С 2002 года по 2005 год проходил курс лиценциата богословия со специализацией «пастырская литургика» в Пастырском Литургическом институте имени Святой Иустины в Падуе (Италия). До 2005 года также служил на нескольких приходах, о которых заботился его орден. С 2005 года по 2018 год был генеральным кустодом своего ордена в России.
В 2014 году защитил в Институте пастырской литургики им. Святой Иустины в Падуе работу на тему «Критерии traditio — traductio — aptatio в русском переводе Римского Миссала», с получением степени лиценциата богословия.

## На службе Церкви
С 2005 по 2020 — генеральный директор Издательства Францисканцев в Москве. 
С 2006 — преподаватель гомилетики и литургики в Католической высшей духовной семинарии «Мария - Царица Апостолов» в Санкт-Петербурге.
С 2006 по 2020 — секретарь литургической комиссии конференции католических епископов России.
С 2008 по 2013 — заместитель главного редактора Российской католической энциклопедии. 
С 2009 по 2020 — президент Всероссийской конференции старших настоятелей и настоятельниц институтов посвященной Богу жизни в России (CORSUM).  
С 2016 по 2020 — советник исполнительного комитета Союза конференций старших настоятелей и настоятельниц стран Европы (UCESM). 
С 2015 по 2020 — председатель комиссии по катехизации и литургии архиепархии Матери Божией.

## Епископ
30 июля 2020 года Папа Франциск назначил Николая Дубинина титулярным епископом Аквы Бизаценской и вспомогательным епископом архиепархии  Божией Матери в Москве.
4 октября 2020 года состоялось его рукоположение во епископы в соборе Непорочного Зачатия Пресвятой Девы Марии в Москве, которое совершил митрополит архиепархии Матери Божией Паоло Пецци в сослужении с епископом Преображенской епархии Иосифом Вертом и епископом епархии Святого Иосифа Кириллом Климовичем.
Наделён особыми полномочиями по Северо-западному региону Архиепархии. Место пребывания епископа - город Санкт-Петербург.
Свободно владеет русским, польским и итальянским языками, знает английский, белорусский и латинский языки.